# Калимбаев, Серик Ахметович
Серик Ахметович Калимбаев (14 декабря 1961, Алма-Ата, Казахская ССР, СССР) — советский и казахстанский спортсмен, Заслуженный мастер спорта СССР по хоккею на траве (1984).

## Биография
В 14 лет вместе с братьями пришёл в секцию хоккея на траве «Динамо» (ШВСМ). До этого занимался самбо и спортивной гимнастикой. Первый тренер — Иван Михайлович Рогачев. Дважды чемпион СССР среди юниоров (1977, 1978).
В 1978—79 в составе команды юниоров СССР, в 1980—89 во взрослой команде. В 1979—83 годах в составе казахстанской команды признан победителем Спартакиады народов СССР. Обладатель кубка СССР. В 1980 году обладатель бронзовой медали чемпионата СССР, с этого года выступал за «Динамо» (Алма-Ата). В первом сезоне довольствовался серебряной медалью. Но следующие 11 сезонов динамовцы никому не уступают пальму первенства. Также вместе с «Динамо» завоевал 5 Кубков СССР (1982, 1983, 1984, 1986, 1987) и 2 кубка европейских чемпионов (Париж, Франция, 1982, Амстердам, Голландия, 1983). В составе сборной СССР победитель международного турнира «Дружба» (1984).
Всего в чемпионате СССР (СНГ и России) провел 378 игр, забил 17 мячей.
В сборной СССР провел 58 игр, забил 5 мячей.
Семь раз (1983—1989) оказывался в списках 22 лучших хоккеистов сезона.
В 1993 году при посредничестве казахстанско-итальянской фирмы уехал играть в итальянский клуб «Аматоре» (Кальяри). Через два сезона перешел в студенческий клуб «Кус Кальяри». В 1996 году вернулся в Алма-Ату и завершил спортивную карьеру.
В 1983 году закончил Казахский государственный институт физической культуры, в 1999 — КазНПУ им. Абая.
В настоящее время занимает должность генерального секретаря федерации хоккея на траве Республики Казахстан.

### Семья
Супруга Лола. Трое дочерей — Малика, Салима и Дарина.